# HD38817
HD38817 — хімічно пекулярна зоря спектрального класу A1, що має видиму зоряну величину в смузі V приблизно  7,5.
Вона  розташована на відстані близько 442,5 світлових років від Сонця.